# Kraftwerk Capivara
Das Kraftwerk Capivara (portugiesisch Usina Hidrelétrica de Capivara bzw. UHE Capivara) ist ein Wasserkraftwerk in Brasilien, das den Paranapanema zum Capivara-Stausee (port. Reservatório bzw. Represa Capivara) aufstaut. Der Paranapanema bildet hier die Grenze zwischen den Gemeinden Taciba, São Paulo und Porecatu, Paraná.
Mit dem Bau des Kraftwerks wurde 1971 begonnen. Es wurde 1977 in Betrieb genommen. Das Kraftwerk ist im Besitz von Duke Energy International Geração Paranapanema und wird auch von Duke Energy betrieben.

## Absperrbauwerk
Das Absperrbauwerk besteht aus einem Staudamm mit einer Länge von 1500 m und einer maximalen Höhe von 59 m. Die Dammkrone liegt auf einer Höhe von 339 m über dem Meeresspiegel. Das Volumen des Staudamms beträgt 7.268.500 m³. Die Wehranlage mit der Hochwasserentlastung, bestehend aus acht Toren, befindet sich auf der rechten Flussseite. Über die Hochwasserentlastung können maximal 17.248 m³/s abgeleitet werden.

## Stausee
Beim normalen Stauziel von 334 m erstreckt sich der Stausee über eine Fläche von rund 576 km² und fasst 11,743 Mrd. m³ Wasser – davon können 5,724 Mrd. m³ zur Stromerzeugung genutzt werden. Das minimale Stauziel liegt bei 321 m, das maximale bei 336 m.

## Kraftwerk
Das Kraftwerk Capivara verfügt mit vier Maschinen über eine installierte Leistung von 640 MW. Es ist das leistungsstärkste Kraftwerk am Paranapanema. Die erste Maschine wurde am 10. März 1977 in Betrieb genommen, die letzte am 10. März 1979.
Die vier Francis-Turbinen des Kraftwerks leisten jeweils 160 MW. Die Nennspannung der Generatoren beträgt 14,4 kV. In der Schaltanlage wird die Generatorspannung von 14,4 kV mittels Leistungstransformatoren auf 460 kV hochgespannt.
Die maximale Fallhöhe beträgt 50 m.